# Zubon
Zubon (jap. ズボン) ist ein japanisches Wort für die Hose im westlichen Schnitt als Oberbekleidung in Abgrenzung zum Hakama.
Die zum Keikogi gehörende Hose im Budō wird fachsprachlich mit diesem Begriff belegt.

## Etymologie
Etymologisch gesehen ist es ein französisches Lehnwort, auch wenn das Ursprungswort jupon (Rock, Unterrock) lautlich stark verändert wurde.
Hosen in ähnlicher Machart, wie sie im Westen als Oberbekleidung getragen wurden, waren in Japan bis zur Sengoku-Zeit, in der es zu den ersten umfangreicheren Kontakten zur europäischen Kultur kam, nur als Unterbekleidung bekannt. Man trug vergleichbare Kleidungsstücke nur unter der Rüstung bzw. dem weiten japanischen Hosenrock, dem Hakama. Die daher stammende Analogie zum europäischen Unterrock zementierte sich dann auch sprachlich im Lehnwort 'zubon' und erfuhr eine Bedeutungserweiterung auf sämtliche Kleidungsstücke vergleichbaren Schnittes.

## Budō

Drei verbreitete Zubon-Schnitte

Wie auch beim zugehörigen Uwagi gibt es Zubon in verschiedenen Schnitten und Stoffen abhängig von der ausgeübten Kampfkunst oder Kampfsportart und den Belastungen, die dabei für die Kleidung auftreten:
1. Die Standardform, gerade geschnitten, ist am häufigsten verbreitet und in fast allen japanischen Kampfkünsten anzutreffen. Besonders in Sportarten mit höherer Belastung für das Beinkleid wie Jūdō und Aikidō schützen die langen Beine, deren Kniebereiche meist mit einer separaten Stoffschicht verstärkt sind vor Mattenbrand, also Schürf- und Brandwunden, wie sie durch hohe Reibung auf den Matten entstehen, auf denen praktiziert wird.
2. Der Karottenschnitt ist besonders in Künsten und Sportarten zu finden, die ein besonderes Augenmerk auf Tritte und damit Wert auf die Bewegungsfreiheit der Beine legen, wie zum Beispiel Karate. Im Gegensatz dazu behilft sich die gerade geschnittene Variante mit einem sogenannten Kick-Zwickel, der bei Tritten für einen größeren Freiraum im Schritt sorgt.
3. Die dreiviertel-lange Variante ist besonders im Wettkampfsport verbreitet, wo sie ein weniger großes Risiko birgt, sich zu verheddern oder am Unterschenkel gepackt und geworfen zu werden. Auch in Wettkämpfen, auf denen Formen also Kata präsentiert werden und somit der Fußhaltung eine Bedeutung in der Wertung beigemessen werden kann, erfüllt die weniger lange Hose einen besonderen Zweck, da die Sichtbarkeit der Füße gewährleistet ist.